# Nez de Jobourg
Pour les articles homonymes, voir Nez (homonymie).
Le nez de Jobourg est un promontoire rocheux de gneiss icartiens, situé à l'extrémité méridionale du cap de la Hague, sur la commune de Jobourg. Il s'agit de la zone géologique la plus ancienne du Cotentin, datant du Précambrien (deux milliards d'années).

## Caractéristiques

### Localisation
Il est parfois confondu avec le nez de Voidries, où se fait l'accès au panorama et qui permet de voir depuis la pointe de Goury et son phare, jusqu'au cap de Flamanville.

### Toponymie
Le toponyme nez « cap » malgré sa graphie moderne qui le rattache au mot français nez « appendice nasal » et son contenu sémantique, un cap ressemblant en effet à une sorte de nez, n’a cependant pas la même étymologie. Il remonte probablement à l'ancien scandinave nes « cap » qui se poursuit dans les langues scandinaves modernes, par exemple dans l'islandais, le féroïen et le norvégien nes, ainsi que le suédois näs. Les documents anciens l'orthographient généralement nais, distinct du vocable nez, écrit nes, nés ou né. En outre, cette distinction dans la prononciation entre le Nez (cap) et le nez (appendice nasal) s'est perpétuée dans la Hague, notamment à Saint-Germain-des-Vaux, le premier se prononçant « née » [ne:] et le second « nô » [no:].
Jobourg est le nom de la commune déléguée sur laquelle est situé ce cap.

### Description
Le nez est connu pour son panorama, pour ses falaises culminant à 128 mètres, ses grottes et sa faune qu'on rencontre en arpentant le chemin des douaniers. La présence de ce sentier balisé GR et de nombreux autres itinéraires en fait un site prisé pour la randonnée. Au large, le raz Blanchard séparerait la Hague et Aurigny et Jersey depuis 5 000 à 7 000 ans.
On peut également visiter trois grottes (la grotte du Lion, la grotte de la Petite église et la grotte de la Grande église) qui selon la légende permettraient d'accéder au village et à l'église, et auraient servi de caches aux contrebandiers.
Il accueille une réserve ornithologique (cormorans huppés, fulmars, goélands argentés, grands corbeaux).
Il s'agit du second site naturel le plus visité dans la Manche, après le mont Saint-Michel.

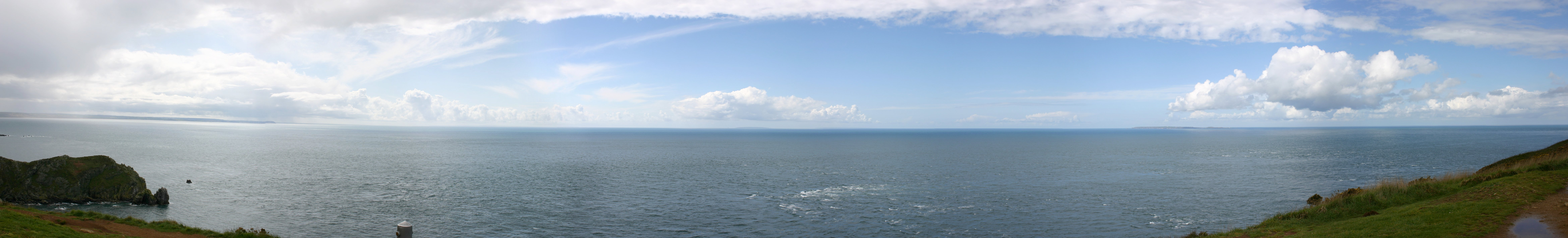
Panorama sur la Manche depuis le Nez de Jobourg.

Vue plongeante.

## Notes et références

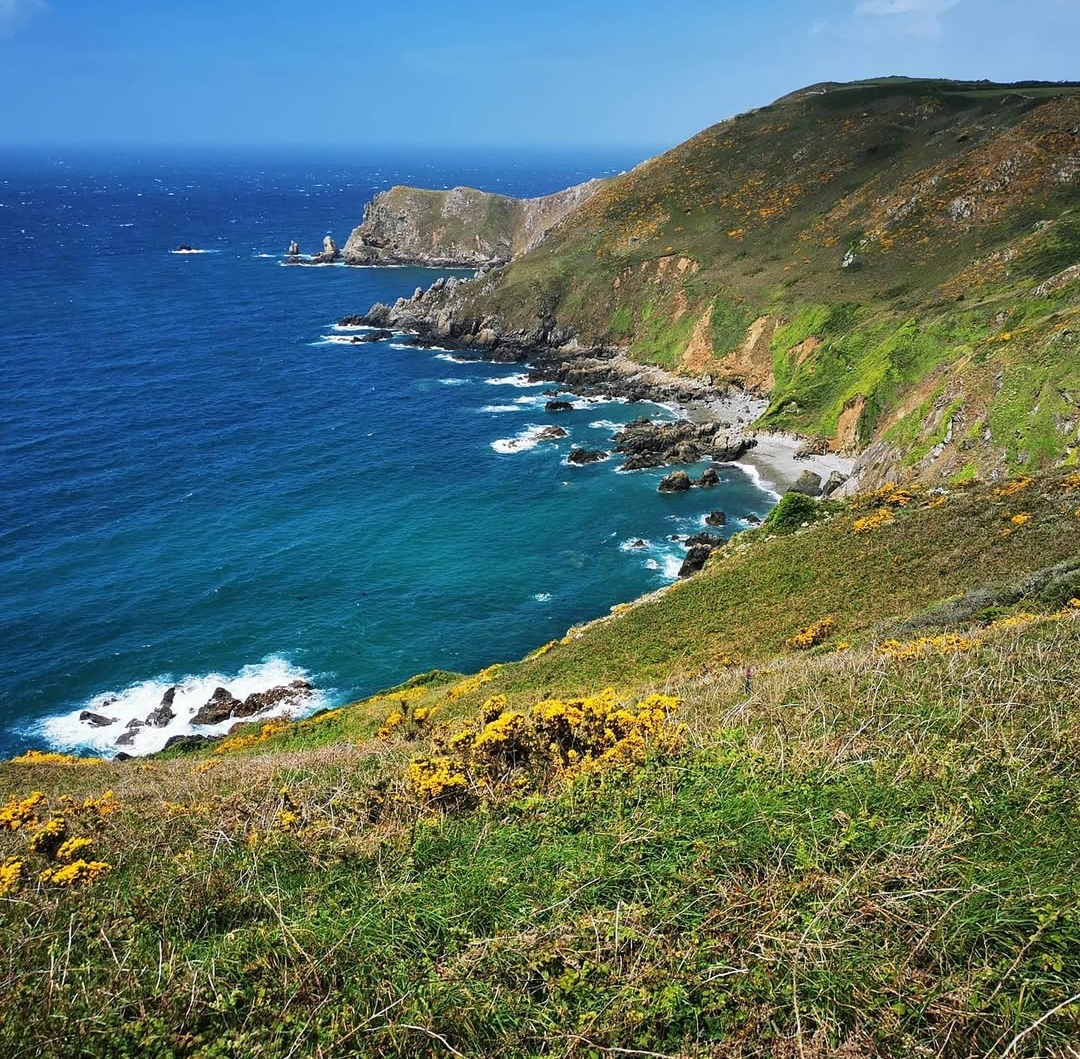
Le Nez de Jobourg